# Heterogenite
L'heterogenite (Frenzel, 1872) è uno dei principali minerali del cobalto; si presenta nei due politipi: heterogenite-2H esagonale ed heterogenite-3R romboidale, quest'ultima è la forma più abbondante. In letteratura è stata denominata anche trieute, in onore del mineralogista belga Trieu de Terdonck, stainierite (1929) e mindigite (1934) denominazioni abbandonate nel 1941.
L'etimologia deriva dal greco antico e significa: "di altro genere", indicando che il minerale può contenere anche materiali differenti, implicando quindi una composizione eterogenea.

## Abito cristallino
Il politipo 3R, più diffuso, presenta un abito esagonale prismatico, con cristalli neri aventi dimensioni comprese tra 0,1 e 1 mm, spesso geminati e compenetrati. La forma esterna è botroidale, l'interno dei noduli è finemente foliato.

## Origine e giacitura
Più del 50% delle riserve di cobalto note nel mondo risiede nei giacimenti nella regione del Katanga.
L'heterogenite, nei depositi del supergruppo neoproterozoico del Katanga, si è formata per l'accumulo di depositi residuali dell'ossidazione di sedimenti ricchi in solfati di cobalto durante un evento di prolungato dilavamento di suoli pliocenici. L'accumulo del metallo è avvenuto nell'ambiente prossimo alla superficie grazie al prolungato dilavamento che ha portato alla formazione di una laterite. L'heterogenite precipitava in condizioni di pH neutro insieme ad ossidi del manganese. Nelle parti più profonde del profilo diagenetico, a causa della presenza di dolomia, il pH diventava basico, formando una paragenesi di heterogenite e carbonati di calcio associati a terre rare.

## Forma in cui si presenta in natura
Le rocce a cui è associata, nei giacimenti del Katanga, sono dolomia, calcari dolomitici e scisti calcarei e dolomitici con locali presenze di arenarie ed arcose.
Risulta associata alla carrolite, siegenite e linnaeite. Si presenta in masse reniformi aventi dimensioni dell'ordine del centimetro, riempimento massivo della roccia quarzifera madre e masse terrose incluse nella roccia madre.